# Podwojenie (koszykówka)
Podwojenie – w czasie gry obronnej w koszykówce taka strategia, w której zawodnik drużyny przeciwnej (zwykle posiadający piłkę) jest kryty przez dwóch obrońców jednocześnie ("podwajany"). Powoduje to ryzykowne "odkrycie" innego zawodnika, ale stwarza szansę przechwytu piłki. 
Jednego zawodnika może kryć także większa liczba osób. Na przykład troje ludzi (wtedy mówi się o potrojeniu (patrz na zdjęcie)).

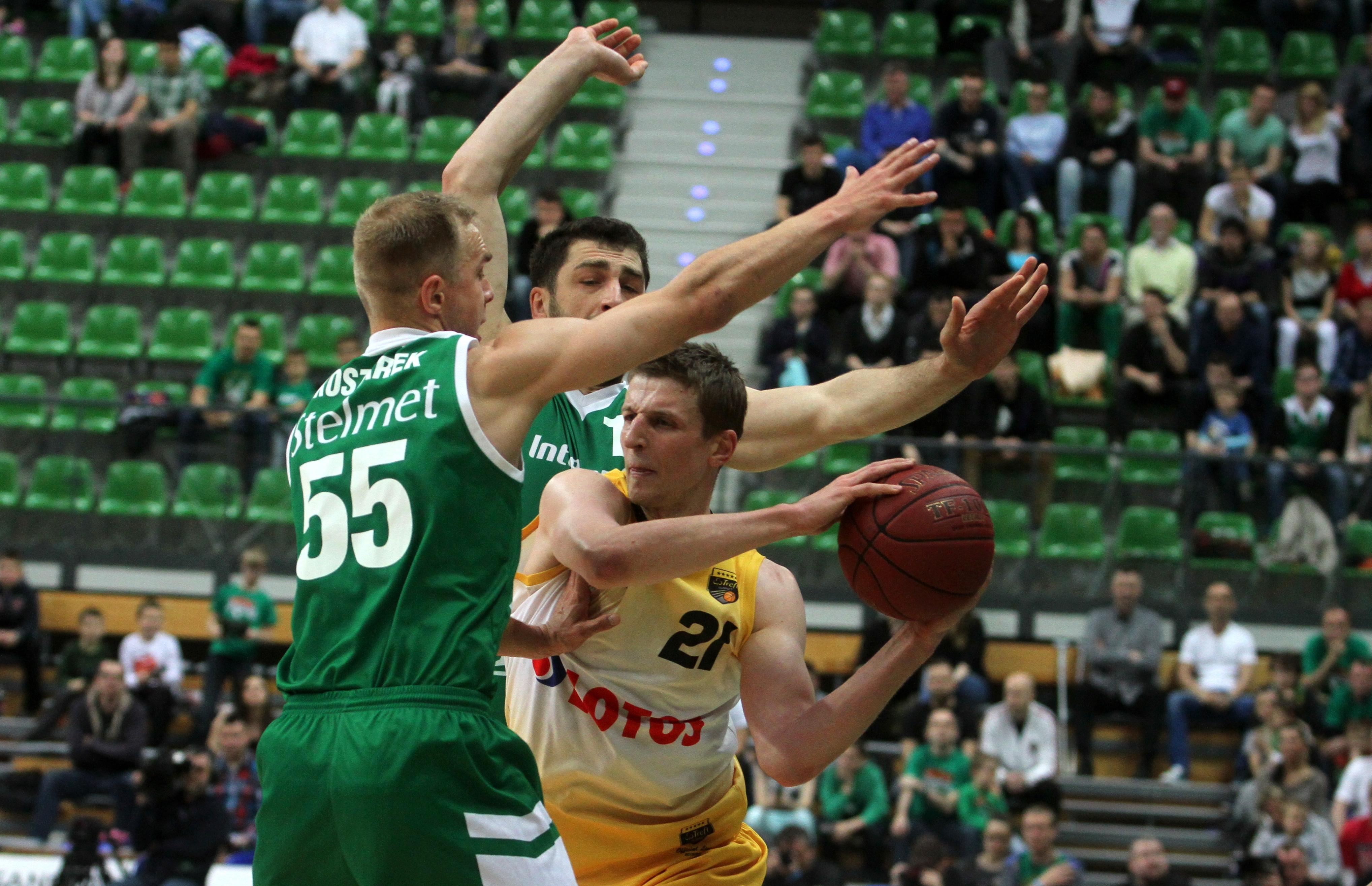
Podwojenie
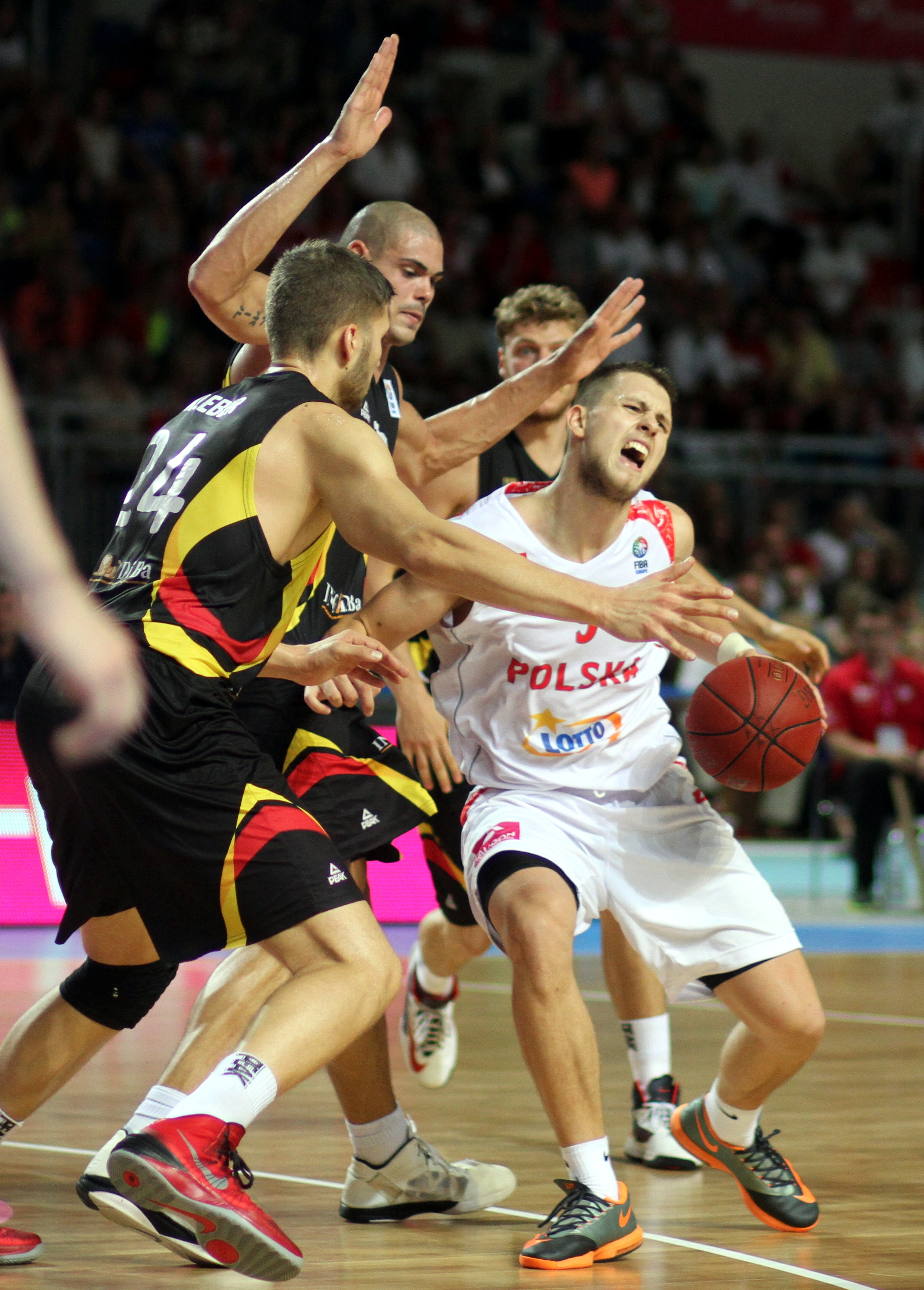
Potrojenie
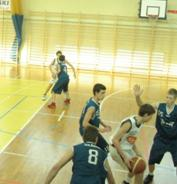
Potrojenie